# Deborah Lawrie
Deborah Lawrie, née en 1953, aussi connue sous le nom de Deborah Wardley, est la première femme à devenir pilote d'avion dans une grande compagnie aérienne australienne après avoir remporté un procès historique pour discrimination sexuelle contre Ansett Airlines.

## Biographie
Deborah Lawrie est née à Sydney en 1953. Elle déménage avec sa famille à Melbourne. Dès l'âge de 14 ans, elle veux piloter un avion. Elle aide son père qui pratique l'aviation à préparer ses vols et il lui promet deux séances de cours pour ses 16 ans. Elle apprend à piloter à l'aéroport de Moorabbin (en). Elle obtient une licence en sciences de l'Université de Melbourne en 1974 et en éducation du Rusden State College (en) en 1975. Elle enseigne les mathématiques et les sciences au lycée de 1975 à 1977.
Elle obtient une licence de pilote privée en 1971 (à l'âge de 18 ans) et une licence de pilote commerciale en 1973. Elle enregistre 2 600 heures de vol et devient instructrice de vol en aviation générale et pilote charter en 1976.

## Procès contre Ansett
Lawrie postule à la formation de pilote d'Ansett Airlines pour la première fois en 1976 et continue à envoyer des candidatures pendant deux ans. Au cours de cette période, dix autres instructeurs de vol masculins sont acceptés dans le programme de formation des pilotes d'Ansett. Elle passe finalement un entretien d'embauche en 1978 mais sa candidature est rejetée. Elle porte l'affaire devant le Conseil pour l'égalité des chances de Victoria (en), en vertu des dispositions de la loi de 1977 sur l'égalité des chances récemment promulguée dans l’État de Victoria, et conteste le rejet de sa candidature par Ansett.
Elle épouse Peter Wardley avant le début du procès et choisit d'utiliser le nom de famille de son époux. L'affaire Wardley contre Ansett Transport Industries (Operations) Pty Ltd, est le premier cas de discrimination sexuelle en matière d'emploi signalée à l'Equal Opportunity Board.
Reg Ansett (en) nie l'allégation de discrimination mais a admis que, selon lui, les femmes n'étaient pas aptes à être pilotes de ligne. Ceci provoque des manifestations publiques en août 1979 et à un boycott « girl-cot » réussi : des entreprises sont encouragées à transférer leurs comptes de voyage d'Ansett à Trans Australia Airlines et, au cours des six premiers mois du boycott, Ansett perd plus de 50 % de ses voyages d'affaires. Dans une lettre adressée au secrétaire du Lobby électoral des femmes, le directeur général d'Ansett écrit :

« Ansett a adopté une politique consistant à n'employer que des hommes comme pilotes. Cela ne signifie pas que les femmes ne peuvent pas être de bonnes pilotes, mais nous nous soucions de fournir le service aérien le plus sûr et le plus efficace possible. À cet égard, nous pensons qu'un équipage de pilotes entièrement masculin est plus sûr qu'un équipage mixte. »

Ansett soulève un certain nombre d'objections à l'emploi des femmes comme pilotes, notamment :

« * Que les pilotes ont besoin de force, même s'il n'y a pas de test de force pour les pilotes.
- Que les syndicats s'y opposeraient
- Que les cycles menstruels des femmes les rendent inadaptées.
- Que la grossesse et l’accouchement perturbent la carrière d’une femme au point de mettre en péril sa sécurité et d’entraîner des coûts supplémentaires pour l’entreprise. C’était le principal argument juridique d’Ansett. »

Le Conseil pour l'égalité des chances de Victoria juge que le refus d'Ansett d'employer Lawrie est illégal. Elle accorde des dommages et intérêts d'un montant de 14 500 $ et ordonne à Ansett de l'inclure dans son prochain programme de formation de pilote. Ansett retarde le lancement de sa formation et fait appel devant la Cour suprême de Victoria, mais l'appel est rejeté. Ansett fait appel de la décision de la Cour suprême devant la Haute Cour d'Australie en octobre 1979, mais est obligée d'employer Lawrie à partir du 5 novembre en attendant la conclusion de l'affaire.
Au cours de la formation de Lawrie, Ansett tente de la licencier en prétextant  qu'elle a commis une faute dans un incident à l'aéroport de Moorabbin, malgré une enquête qui l'exonère et identifie l'autre pilote comme étant responsable. Ansett fait marche arrière après l'intervention des syndicats.
Lorsque sa formation théorique en classe s'achève en décembre 1979, elle n'est pas  affectée à l'entraînement en vol contrairement aux stagiaires masculins. Ansett Airlines est ensuite rachetée par Peter Abeles et Rupert Murdoch à la fin de l'année 1979. Lawrie avait déjà formé le beau-frère de Murdoch, John Calvert-Jones, au pilotage. Début janvier 1980, elle  téléphone à Calvert-Jones pour l'informer de la situation. Deux jours plus tard, Rupert Murdoch publie un mémo ordonnant qu'elle soit traitée de la même manière que les candidats pilotes masculins. Elle commence sa formation de pilote et effectue son premier vol commercial en copilotant un Fokker F27 de la ville d'Alice Springs à Darwin le 22 janvier 1980.

La Haute Cour rejette l'appel d'Ansett en mars 1980. L'affaire constitue un précédent. La simple suppression des pratiques d’exclusion les plus formelles n’a pas fait disparaître les discriminations et les préjugés et obstacles persistants ont pour conséquence une très faible présence des femmes pilotes de ligne commerciale en Australie.
« Le conseil avait ordonné à Ansett de me payer 40 $ par jour jusqu'à ce qu'ils m'embauchent, donc je recevais un chèque de paie un mercredi sur deux » rapporte Lawrie.
Lawrie a reçu 14 500 $ de dédommagements, qui ont servi à payer ses frais judiciaires.

## Fin de carrière
Lawrie est formée sur les avions à réaction, pilotant ensuite le McDonnell Douglas DC-9, le Boeing 727 et le Boeing 737 avec Ansett Airlines. Elle fait partie  des 1 640 pilotes qui démissionnent à la suite du conflit des pilotes australiens de 1989 (en). Elle retourne brièvement à l’enseignement. Elle accouche de son premier enfant, Thomas, en janvier 1991. Une biographie de Lawrie est publiée par Allen & Unwin en 1992.
Elle s'installe aux Pays-Bas et rejoint KLM en tant que pilote de Fokker 50 en 1993. En 1994, elle devient instructrice sur les Fokker 50. En 1998, elle est promue responsable de la sécurité des vols et inspectrice en chef sur la sécurité des vols pour KLM Cityhopper. Jusqu'en 2007, elle est également commandante de bord senior sur Airbus A330 chez KLM.
Après son divorce, elle reprend le nom de Deborah Lawrie.
Après avoir atteint l'âge de la retraite obligatoire pour les pilotes de ligne en Europe, Lawrie retourne en Australie en 2008. Elle rejoint Jetstar Airways en tant que responsable des enquêtes de sécurité et pilote occasionnelle pour maintenir sa qualification de type Airbus A320. En juillet 2012, elle rejoint Tigerair Australia et est capitaine et instructrice d'Airbus A320, avant de se recycler sur Boeing 737-800. Lorsque la marque Tigerair est retirée par Virgin Australia Holdings (en) en 2020, elle est transférée à Virgin Australia.
Lawrie est nommée membre de l'Ordre d'Australie (AM) lors des honneurs de l'anniversaire de la reine 2019 (en) en reconnaissance de son « service important à l'aviation en tant que pilote commerciale et aux femmes de la profession ». En juin 2020, elle est intronisée au Temple de la renommée de l'aviation australienne,.
En novembre 2023, Lawrie est la pilote commerciale la plus âgée au monde.

## Héritage
En novembre 2023, un pont du Sydney Gateway (en) menant aux terminaux intérieurs de l'aéroport de Sydney est baptisé Deborah Lawrie Flyover. Lawrie est présente lors de l'inauguration et déclare qu'elle est « honorée d'être reconnue comme une pionnière pour les femmes dans l'aviation ».